# Matxa-Rodnikí
Matxa-Rodnikí - Мача-Родники (rus) és un poble de l'óblast de Penza. Rússia. El 2010 tenia 233 habitants.